# Fort Kijkduin
Fort Kijkduin is een fort met een noordzeeaquarium en een museum in het dorp Huisduinen, in de Noord-Hollandse plaats Den Helder.

## Geschiedenis
Het fort is gebouwd in opdracht van Napoleon Bonaparte die Huisduinen bezocht in 1811. Hij zag grote waarde in de strategische ligging van Den Helder en wilde er een belangrijke marinehaven van maken. Het moest "het Gibraltar van het noorden" worden. De eerste bouwfase duurde tot 1813. Het was een gemetseld reduit met twee bastions aan de zuidzijde, omgeven door een droge gracht. Het hoofdgebouw bestaat uit acht afgedekte ruimten, ook wel 'beuken' genoemd. Het is vrij groot complex: destijds bood het fort plaats aan ruim 700 soldaten.
Het reduit is 64 meter lang, 39 meter breed en circa 7 meter hoog. De muren aan de noord- en zuidzijde zijn 3,5 meter dik; voor de west- en oostzijde is dit 0,9 meter. De binnenmaten van de beuken zijn: 39 meter lang, 6 meter breed en 4,5 meter hoog.
Het fort werd aanvankelijk vernoemd naar François-Louis de Morlan (1771-1805, bijnaam Morland), Fort Morland. In 1791 trad hij als vrijwilliger in dienst in het leger van Napoleon. In 1805 had hij de rang van kolonel. Op 2 december 1805, tijdens de slag bij Austerlitz, raakte Morland gewond, zo ernstig dat hij drie dagen later overleed. Nadat Frankrijk was verslagen en het Koninkrijk der Nederlanden in 1815 was opgericht, werd het fort hernoemd tot Fort Kijkduin.
Vanaf 1822 heeft er een bakstenen vuurtoren van 22 meter hoog op het fort gestaan. De ontwerper was een inspecteur van maritieme werken, Jan Valk. De toren was voorzien van schietgaten. Deze is in 1877 afgebroken en vervangen door de Lange Jaap, die in datzelfde jaar gebouwd werd.
In 1897 werd een gepantserde waarnemingspost voor de vuurleiding op het dak geplaatst. Het geheel werd op een betonnen basis geplaatst. De gietstalen koepel werd besteld bij de fabriek van Schneider et Cie te Le Creusot in Frankrijk. De koepel heeft een massa van 48 ton. Kijkgaten in de pantserkoepel geven rondom uitzicht over het fort en de omgeving. Onder de post zaten twee ruimten om de waarnemingen te noteren op de tekentafel en voor de telegrafisten.
Bij de mobilisatie in 1939 werd ook Fort Kijkduin op oorlogssterkte gebracht. In mei 1940 nemen de Duitse troepen het fort over voor de artillerieopleiding van de marine. Zij versterkten het dak van het fort met een metersdikke laag zand afgedekt door een betonlaag van circa 60 centimeter dik.
Door de versterking van de zeedijk is een deel van de verdedigingswerken rond het fort verdwenen. Het reduit is intact gebleven, maar de droge gracht en de contrescarpe aan de zeezijde is grotendeels verdwenen. Ten oosten van het fort zijn nog diverse bunkers in het landschap zichtbaar waaronder een dubbele kanonkazemat van omstreeks 1916. Deze bood bescherming aan twee snelvuurkanonnen met kaliber 10 centimeter.
Het fort heeft de status van rijksmonument.

## Na 1996
In 1996 vond de opening plaats van het gerestaureerde fort en het Noordzeeaquarium, dat in het ondergrondse gangenstelsel is gebouwd. Er is een 14-tal aquaria te vinden met verschillende thema's. Daarnaast is er een zeezoogdieren-tentoonstelling met het skelet van een potvis. Het aquarium beschikt over een aantal aquaria met kustdieren als kleurrijke zeeanemonen, roggen, rode ponen en gladde haaien. Een glazen tunnel maakt dat bezoekers door het aquarium heen kunnen lopen. Sinds juli 2015 heeft het Noordzeeaquarium een dierentuinvergunning om dieren in gevangenschap te mogen houden.
Fort Kijkduin beschikt over een restaurant met buitenterras met uitzicht over de zee en het beschermd natuurmonument de Grafelijkheidsduinen. In het gebied graast een kleine kudde Schotse hooglanders, die zorgen voor variatie in de vegetatie. Door menselijk ingrijpen in het kader van natuurontwikkeling is er een duinvallei geschapen waar veel watervogels huizen.
In 2015 is tweede fase van de restauratie opgeleverd. Hierbij zijn de contouren van de bastions aan de zuidzijde en een gedeelte van de grachtmuur op moderne wijze hersteld. In een aantal 'beuken' worden de 200 jaren (militaire) geschiedenis van het fort gepresenteerd.

## Fotogalerij

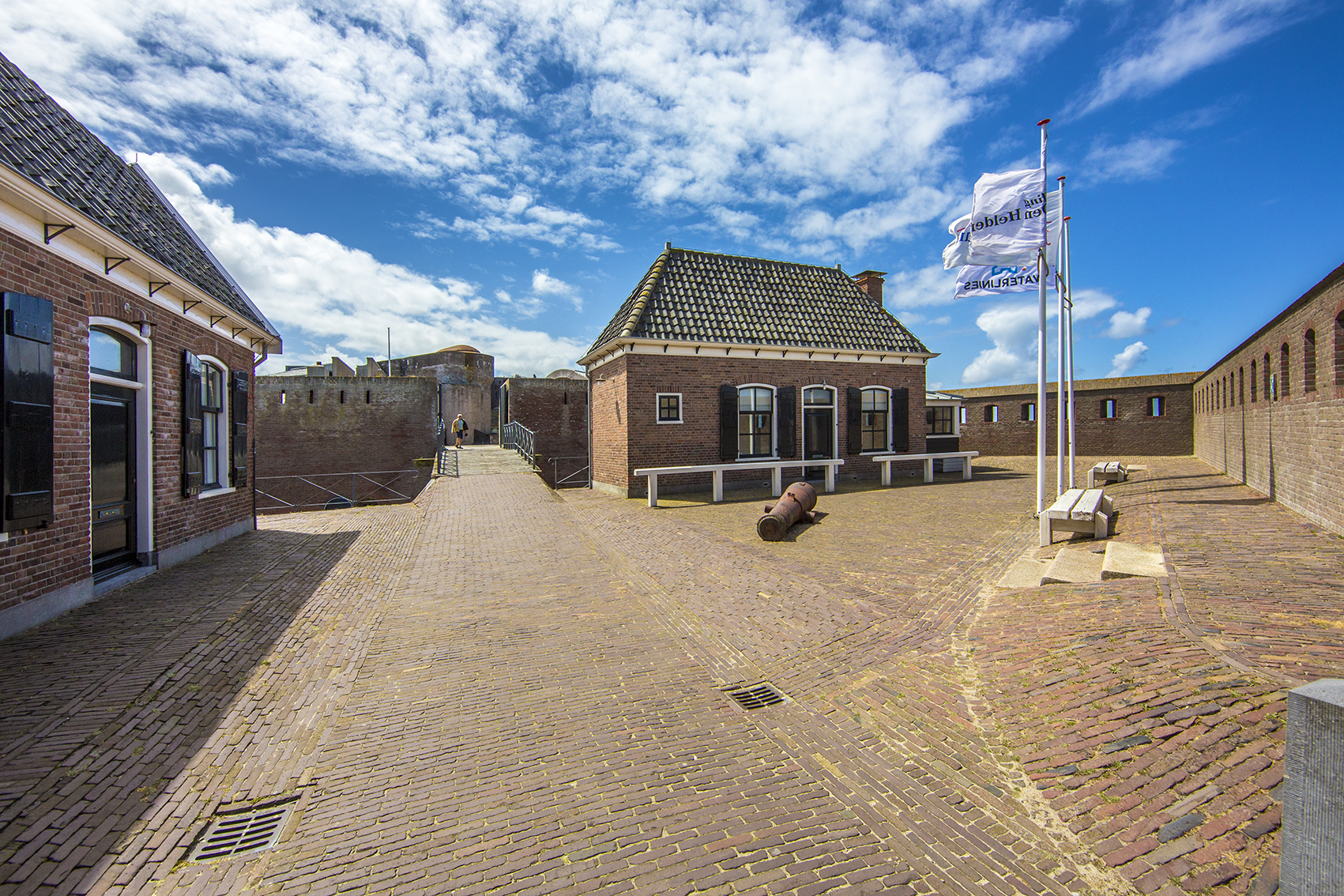
Toegang tot het fort
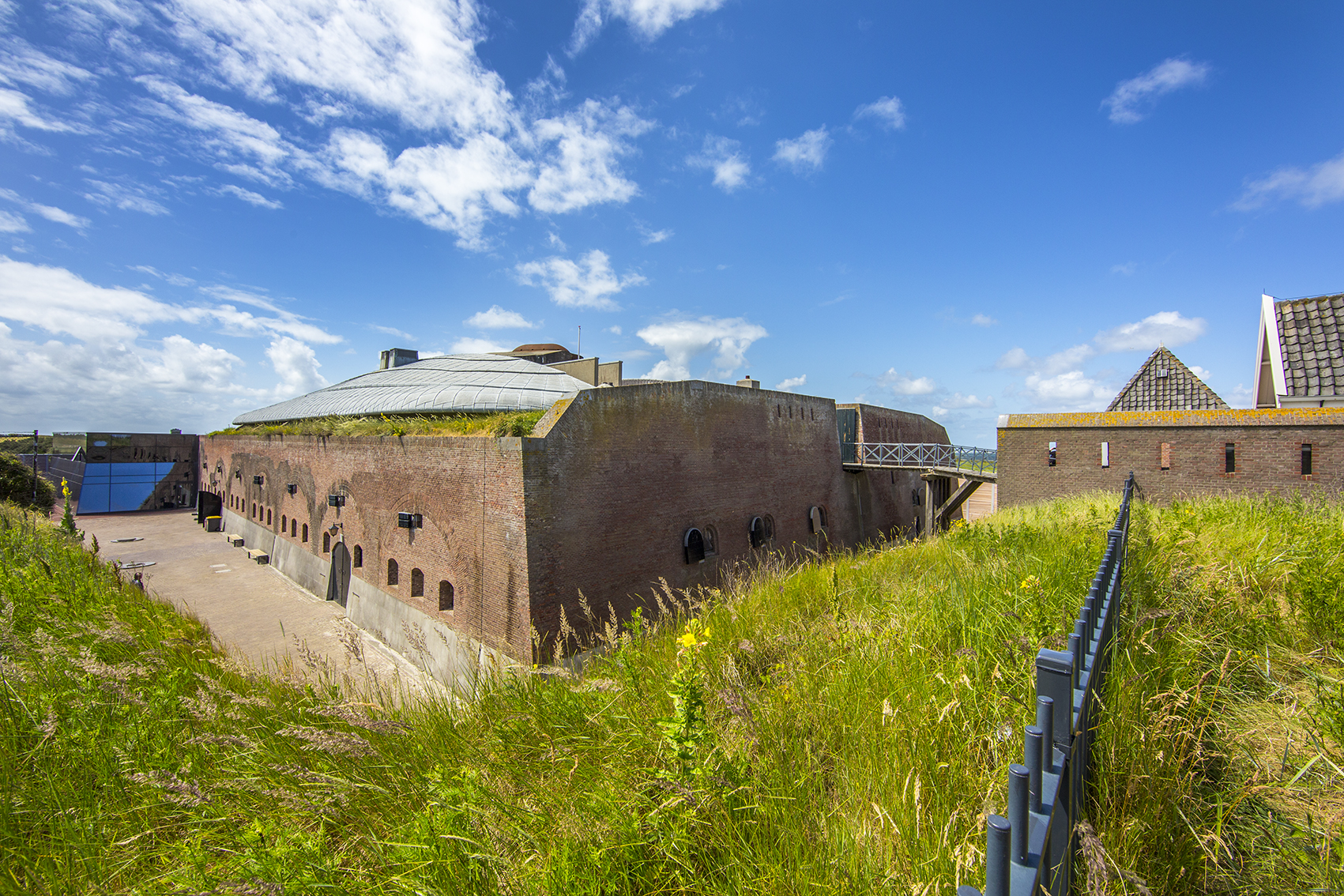
Oostzijde reduit
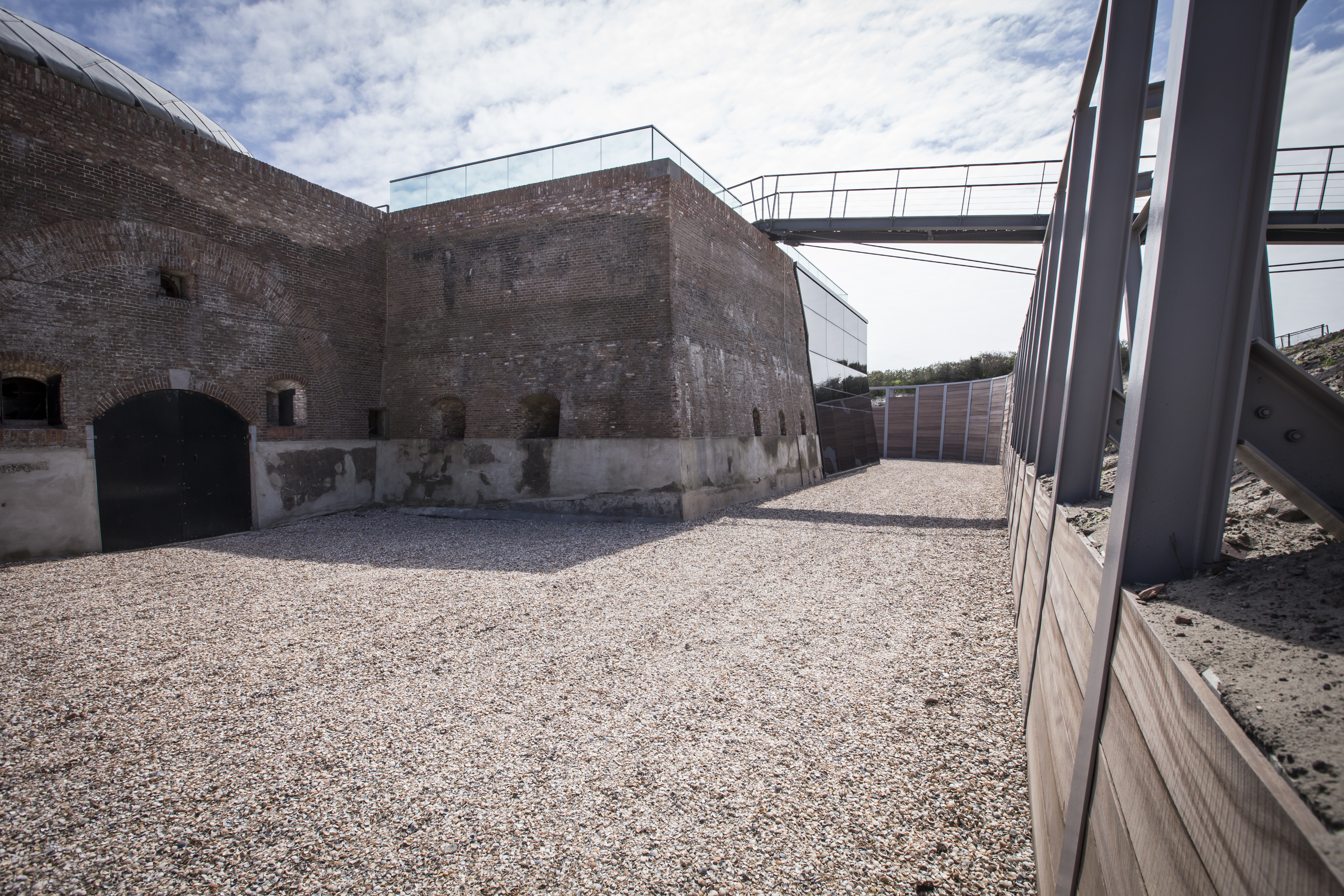
Westzijde reduit
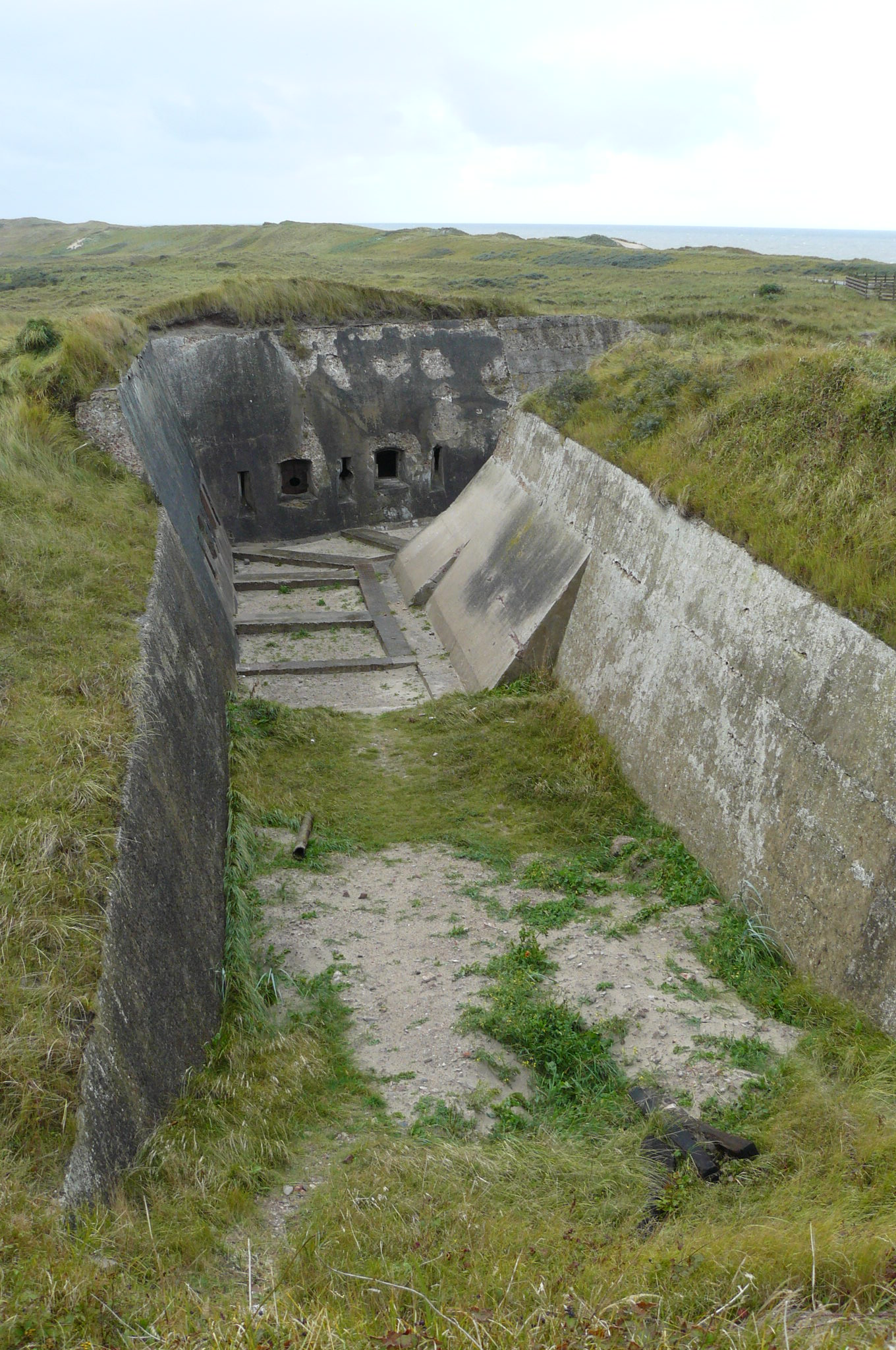
Deel tweede droge gracht aan de zuidoostzijde van het fort
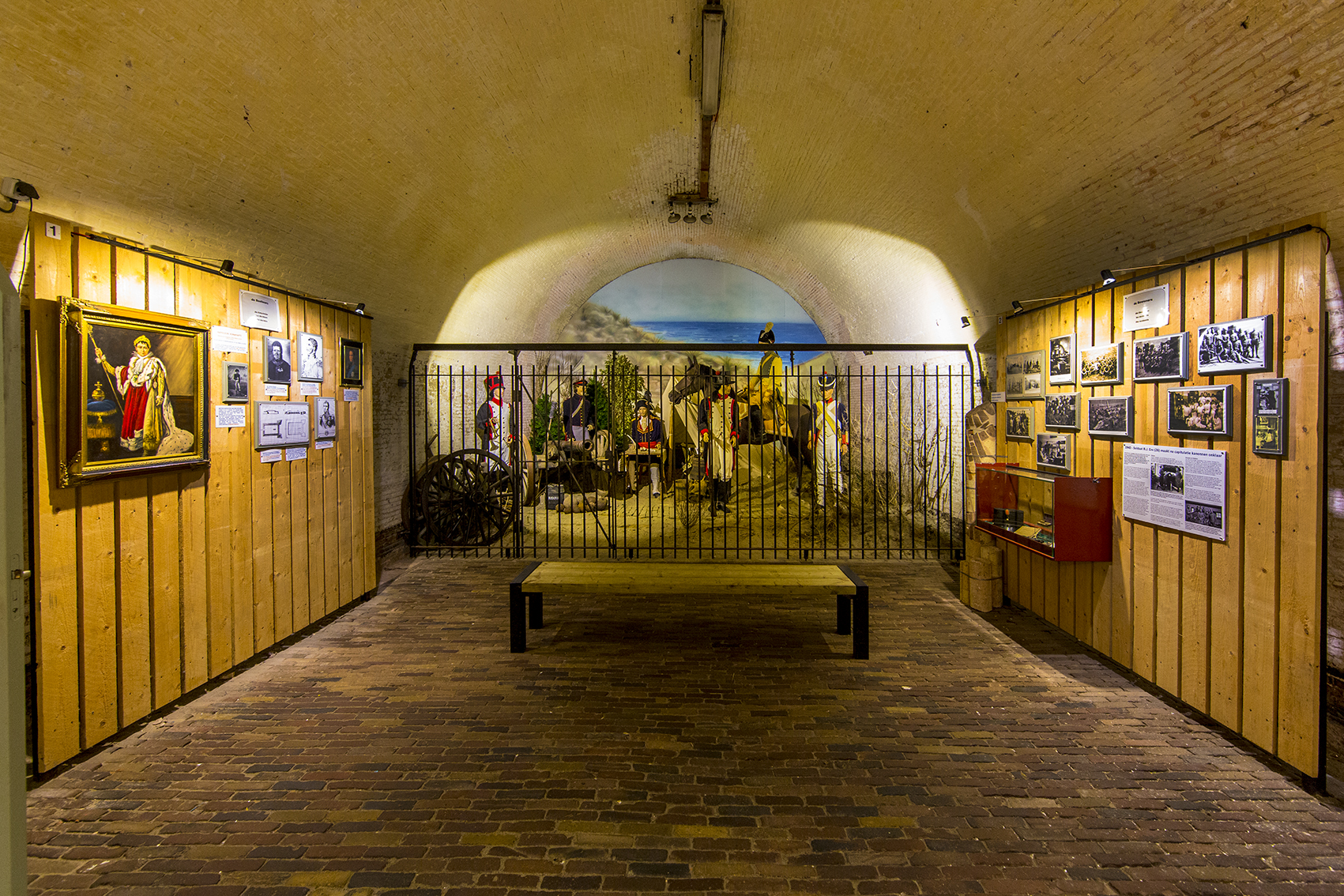
Museum
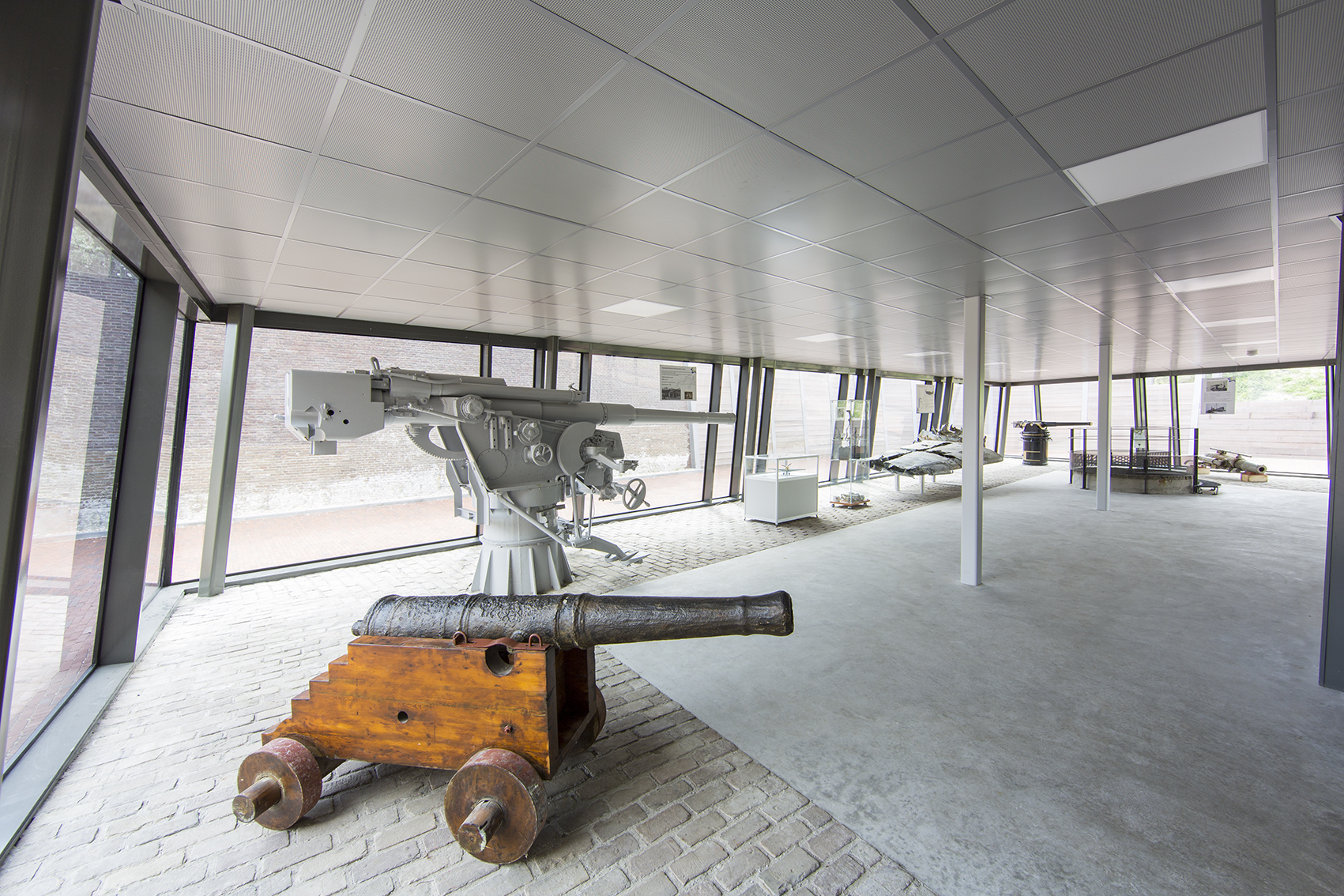
Bastion ingericht als expositieruimte
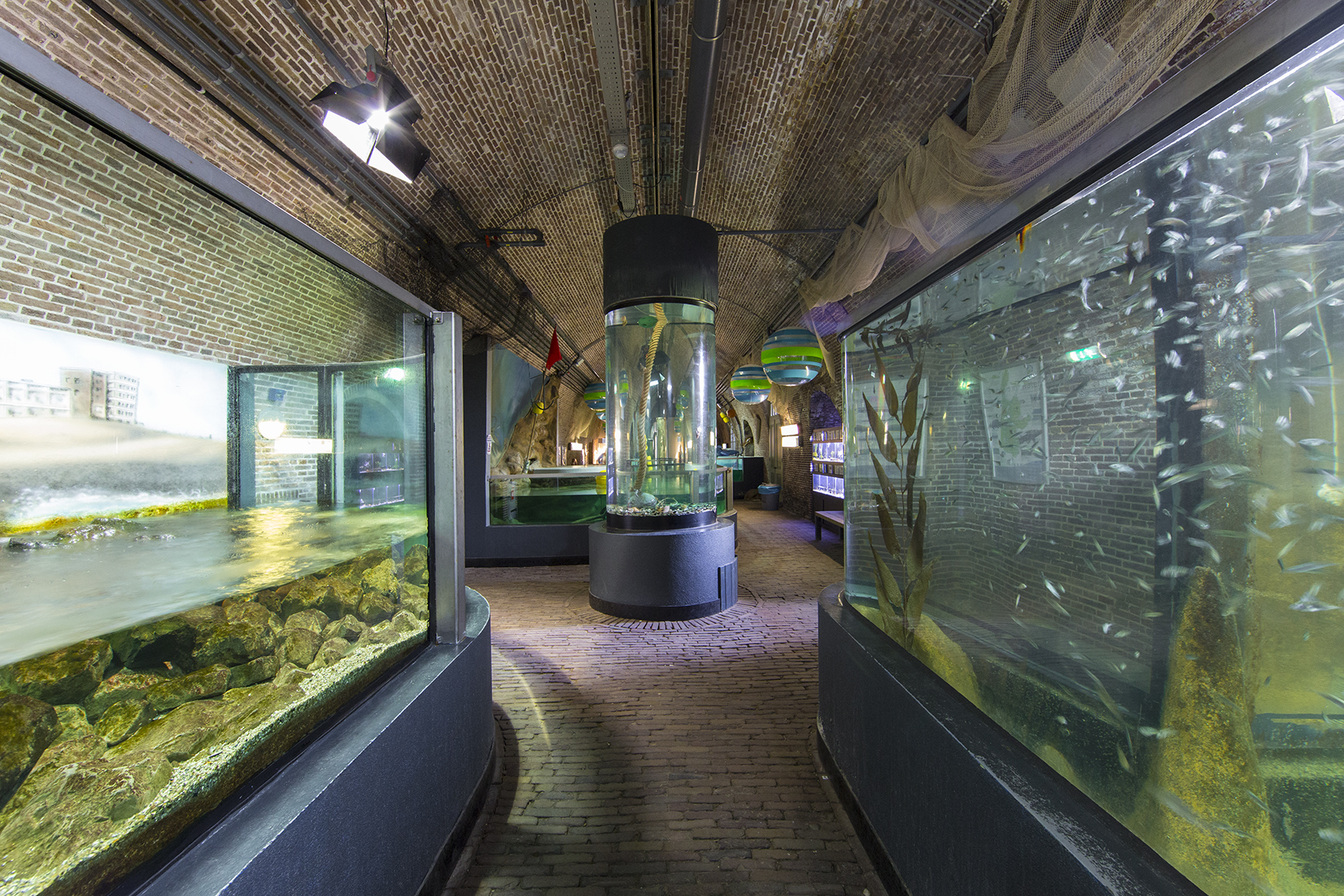
Noordzeeaquarium
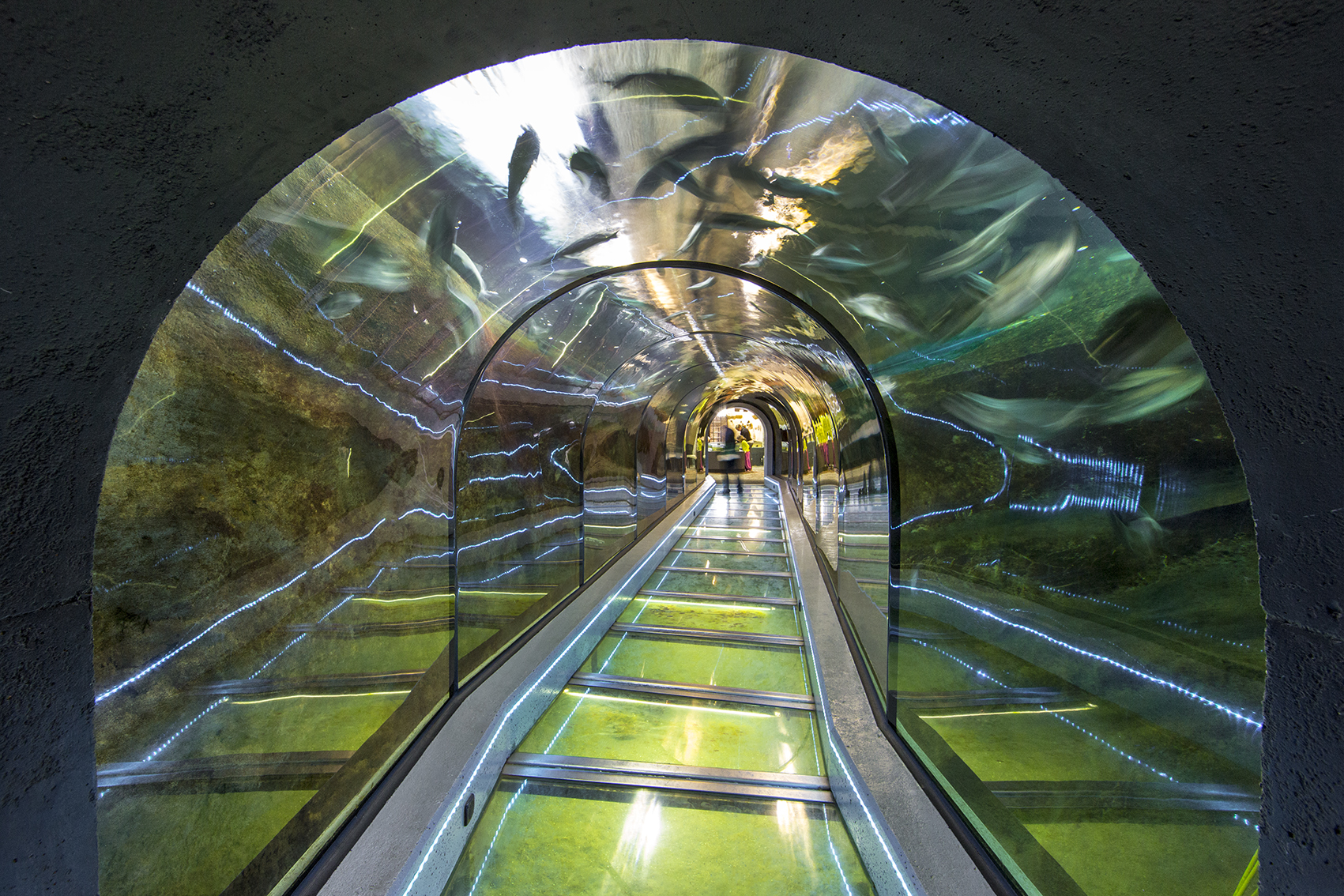
Doorlooptunnel